# Džefaihapi

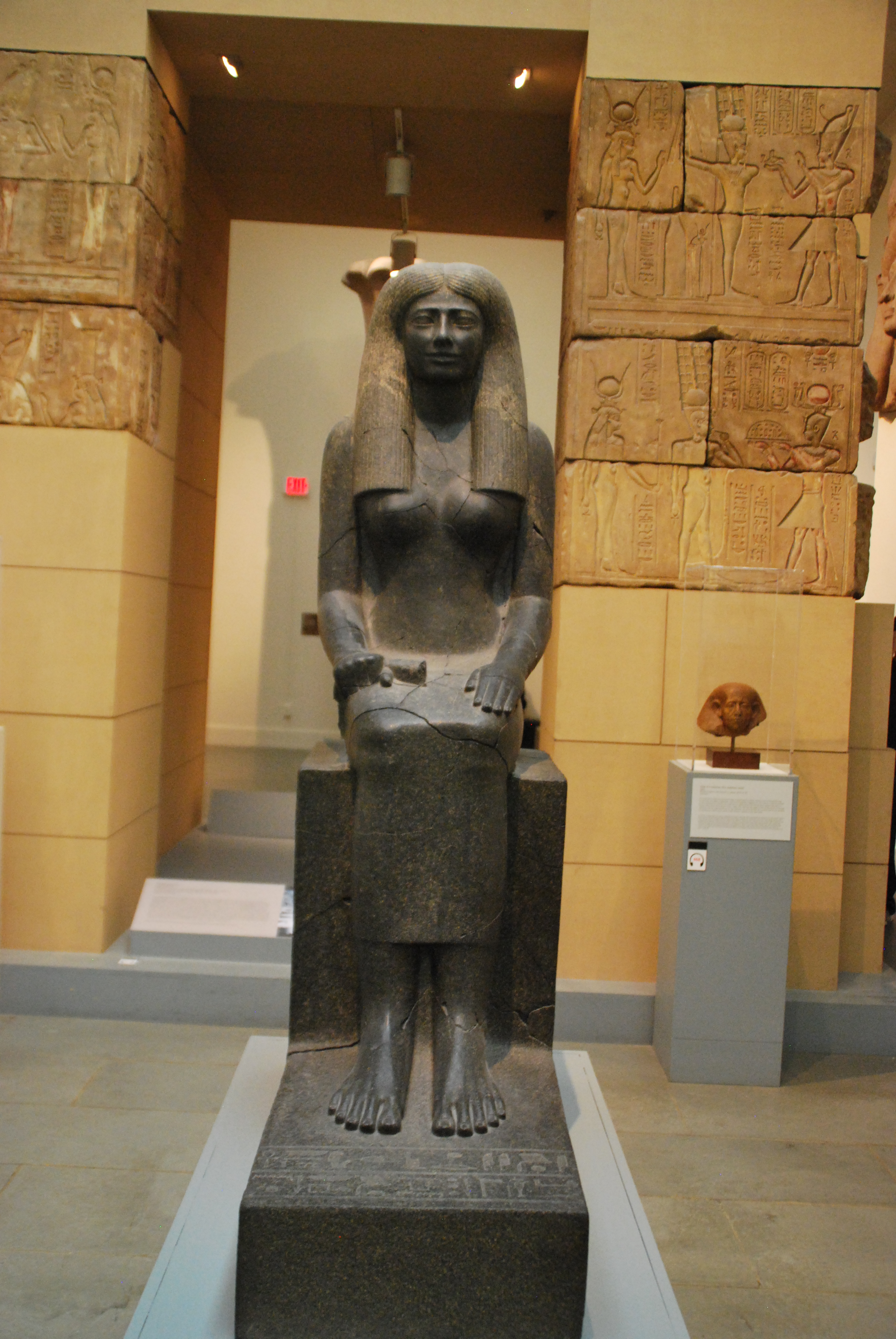
Socha Sennuwy, manželky Džefaihapiho

Djefaihapi byl staroegyptský úředník za vlády faraona Senusreta I. z 12. dynastie.
Džefaihapi byl nomarchou 13. nomu Horního Egypta se sídlem v Asyutu. Byl synem muže jménem Idi-aat a jeho manželkou byla žena jménem Sennuwy. Džefaihapi je známý především díky své velké hrobce v Asyutu. Z jeho hrobky je zaznamenáno, že nechal přestavět místní chrám boha Vepvovet.
Zachovaný text z hrobky uvádí, že nomarch nařídil oddanému knězi, aby udržoval jeho pohřební kult, dav mu na oplátku pozemky a zboží.
V roce 1913 objevila expedice v Kermě v Núbii, velkou hrobkou pod mohylou obklopenou několika menšími hrobkami. V hlavní hrobce byly objeveny dvě velké granodioritové sochy Džefaihapiho a jeho manželky Sennuwy. Důkazy ukázaly, že obyvatelé oněch menších hrobek byli v době smrti svého pána obětováni. Tento rituál se v Egyptě v té době už dávno neprovozoval (vymizel spolu s 1. dynastií), ale evidentně v Núbii pokračoval. Tato hrobka ale nomarchovi Džefaihapimu pravděpodobně nepatřila. Její majitel byl spíše nějaký núbijský kmenový náčelník. Ony dvě sochy tam byly dány až později (možná během druhého přechodného období). Džefaihapiho socha je rozbitá, ale Sennuwyina je dobře zachována a obě jsou dnes vystaveny v Bostonském muzeu výtvarných umění (MFA 14,724 a MFA 14,720).